# Benue-Plateau (estado)
Estado Benue-Plateau é uma antiga divisão administrativa da Nigéria. Foi criada em  27 de Maio de 1967 de parte da Região Norte da Nigéria e existiu até 3 de Fevereiro de 1976, quando foi dividido entre dois estados - Benue e Plateau. A cidade de Jos foi a capital do estado Benue-Plateau.

## Governadores do Estado Benue-Plateau
- Joseph Gomwalk (28 de Maio de 1967 – Julho 1975)[3]
- Abdullahi Mohammed (Julho 1975 – Março 1976)[2]